# Ambelania occidentalis
Ambelania occidentalis là một loài thực vật có hoa trong họ La bố ma. Loài này được Zarucchi mô tả khoa học đầu tiên năm 1987.